# 田中涼子 (バレーボール)
田中 涼子（たなか りょうこ、1988年7月15日 - ）は、日本の元女子バレーボール選手。

## 来歴
岡山県倉敷市出身。バレーボールをしていた母親の影響もあり高身長だったので、小学2年次よりバレーボールを始める。
鹿屋体育大学進学後は、1年次からレギュラー選手として活躍。同チームのポイントゲッターとして、2010年の九州大学バレーボールリーグ春秋連続優勝に貢献。
2010年12月の全日本インカレでは、同級の上屋敷綾とともに九州勢初優勝に大きく貢献し、自らもベストスコアラー賞を獲得した。
2011年4月Vチャレンジリーグの大野石油広島オイラーズに入団、2012年の2011/12 Vチャレンジリーグにおいてベストスコアラー部門で3位となり、チーム最高位タイとなる4位獲得に大きく貢献した。2012年度よりチーム主将を務める。
2012/13Vチャレンジリーグにおいて、エースとしてチーム最高位となる3位獲得に大きく貢献し、自らも得点王のタイトルを獲得した。
2014年3月末をもって現役を引退し、出身地の岡山県で教員となった。

## 受賞歴
- 2013年 - 2012/13Vチャレンジリーグ 得点王

## 所属チーム
- 市立郷内小学校（琴東VC）
- 就実中学校
- 就実高校
- 鹿屋体育大学
- 大野石油広島オイラーズ（2011-2014年）